# Elżbieta Drużbacka
Elżbieta Drużbacka née Kowalska est une poétesse polonaise de la fin de la période baroque née vers 1695 ou vers 1698-1699, et morte le 14 mars 1765 à Tarnów.

## Biographie
La plupart des données biographiques sur Elżbieta Drużbacka ne sont connues que par les nombreuses lettres qu'elle a écrites. Elle est née dans la famille noble Kowalski, vivant probablement en Grande Pologne. Dans sa jeunesse, elle passe une longue période à la cour d'Elżbieta Helena Sieniawska, épouse d'Adam Mikołaj Sieniawski, châtelain de Cracovie et grand hetman de la Couronne. Elle y reçoit une éducation approfondie et rencontre probablement son futur mari, Kazimierz Drużbacki (pl), trésorier de Jydatchiv, qu'elle épouse vers 1720.
Après la mort de son mari en 1740, Elżbieta Drużbacka devient la gouvernante des filles de Sieniawski, puis elle séjourne à la cour des familles Czartoryski, Lubomirski, Krasicki et enfin Sanguszko. Après la mort de sa fille aînée et de ses six petits-enfants en 1760, elle s'installe au monastère des sœurs de Saint-Bernard à Tarnów, rénové par le prince Paweł Karol Sanguszko et son épouse Barbara Sanguszkowa, où elle meurt le 14 mars 1765.